# Nova Prata do Iguaçu
Nova Prata do Iguaçu est une municipalité brésilienne située dans l'État du Paraná.